# Okrug Pčinja
| Пчињски округ Pčinjski Okrug | Пчињски округ Pčinjski Okrug |
|                              |                              |
| ---------------------------- | ---------------------------- |
| Staat:                       | Serbien                      |
| Fläche:                      | 3.520 km²                    |
| Einwohner:                   | 227.690 (2002)               |
| Hauptstadt:                  | Vranje                       |

Okrug Pčinja (serbisch Пчињски округ, Pčinjski okrug, albanisch Qarku i Pçinjës) ist ein Verwaltungsbezirk im Südosten des serbischen Kernlandes. Der Bezirk grenzt im Osten an Bulgarien, im Süden an Mazedonien, im Westen an das Kosovo und im Norden an den Bezirk Jablanica. Der Hauptverwaltungssitz ist die Stadt Vranje. 

## Verwaltungsgliederung
Der Bezirk besteht aus folgenden Gemeinden (opštine):
- Opština Vranje Hauptort und Hauptverwaltungssitz aller Gemeinden: Vranje
- Opština Preševo Hauptort: Preševo
- Opština Bujanovac Hauptort: Bujanovac
- Opština Vladičin Han Hauptort: Vladičin Han
- Opština Surdulica Hauptort: Surdulica
- Opština Bosilegrad Hauptort: Bosilegrad
- Opština Trgovište Hauptort: Trgovište

## Geographie

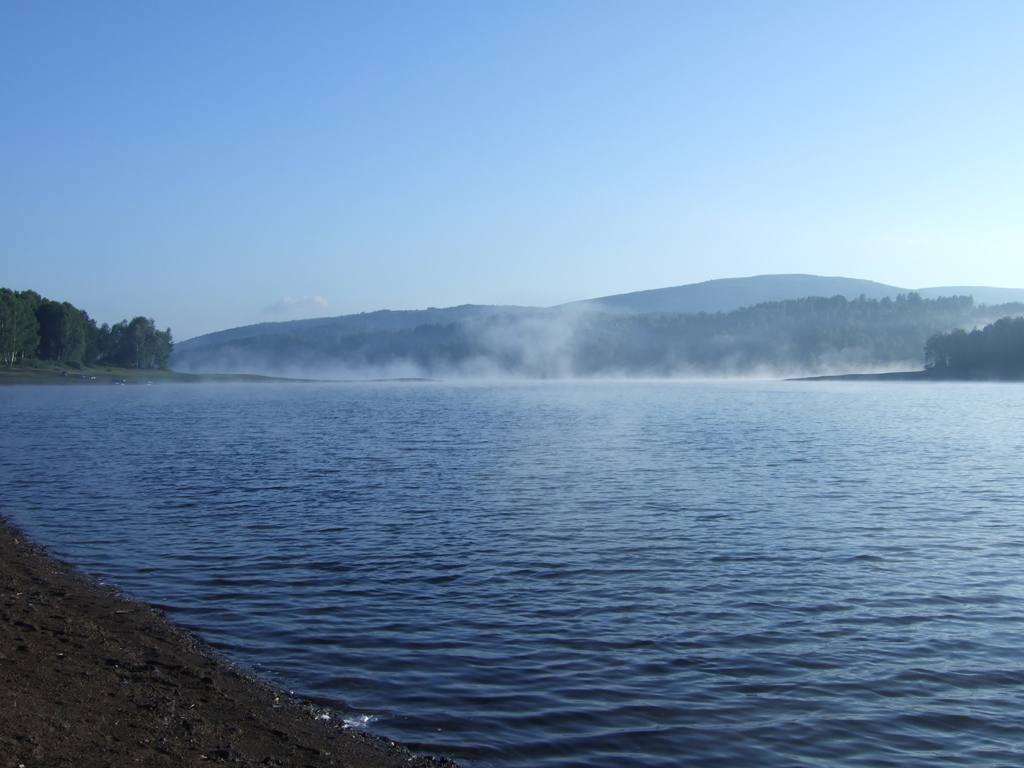
Vlasinasee in den frühen Morgenstunden

Im Nordosten liegt der Vlasinasee. Der Stausee und seine Umgebung ist seit November 2007 als Ramsar-Gebiet ausgewiesen.

## Bevölkerung
Dieser Bezirk hat laut der Volkszählung aus dem Jahr 2002 eine Einwohnerzahl von 227.690 und ist multiethnisch geprägt. Die Gemeinde Bosilegrad (70,86 % Bulgaren) ist ein Zentrum der bulgarischen Minderheit in Serbien. Die Gemeinden Preševo (89,1 % Albaner) und Bujanovac (54,7 % Albaner) sind mehrheitlich von der albanischen Volksgruppe besiedelt. Die Volkszählung im Jahr 2011 wurde von den Albanern zum großen Teil boykottiert. Deshalb liegen keine neueren Daten über die Bevölkerungsstruktur vor.

### Bevölkerungsstruktur 1991
- Serben = 60,4 %
- Albaner = 26,5 %
- Roma = 5,7 %
- Bulgaren = 4,4 %
- Rest = 3 %

### Bevölkerungsstruktur 2002
- Serben = 147.046 (64,58 %)
- Albaner = 54.795 (24,07 %)
- Roma = 12.073 (5,3 %)
- Bulgaren = 8.491 (3,73 %)
- Rest = 5.285 (2,32 %)

## Geschichte
Die kulturhistorischen Monumente sind schon einige Jahrhunderte alt. Die älteste militärische Einrichtung ist eine Burg aus dem 13. Jahrhundert. Auch sehenswert sind die türkischen Bäder aus dem 16. Jahrhundert und das Haus des Paschas aus dem Jahre 1765, in dem im Jahre 1881 eine Grundschule eröffnet wurde.

## Wirtschaft
Die wirtschaftliche Tätigkeit im Bezirk umfasst Bergbau, Bauindustrie, Textilindustrie, Außenhandel, Land- und Forstwirtschaft. Die bekanntesten sind die Möbelfabrik „Simpo“ und die Textilfabrik „Yumco“.